# Pentaiodbenzol
Pentaiodbenzol ist eine chemische Verbindung aus der Gruppe der Halogenaromaten.

## Gewinnung und Darstellung
Pentaiodbenzol kann durch Reaktion von Kaliumiodid mit diazotiertem 2,3,4,5-Tetraiodanilin gewonnen werden.

## Verwendung
Pentaiodbenzol kann zur Herstellung von Fluortensiden verwendet werden.